# Pseudaethesolithon
Pseudaethesolithon, monotipski fosilni rod crvenih alga iz podrazreda Corallinophycidae. Taksonomski status roda je priznat, a njegova jedina vrsta je P. iranicum iz ranog do srednjeg miocena pronađena na lokalitetu iranske provincije Fars